# Sophie Bernard
Pour les articles homonymes, voir Bernard.
Sophie Bernard, née le 23 juin 1948 à Neuilly-sur-Seine, est une peintre, sculptrice et scénographe française.

## Biographie
Née le 23 juin 1948, Sophie Bernard grandit à Paris. Son père est Théodore Bernard, avocat,.
Passionnée d’art et de dessin depuis l’enfance, elle rentre à l'Académie Charpentier à Paris, puis suit des cours à l’Académie de la Grande-Chaumière, avant d'être reçue aux Beaux-Arts de Paris d’où elle sortira diplômée avec mention en 1969.
Cette année-là, elle intègre La Ruche, cité d’artistes dans le 15e arrondissement de Paris. La Ruche fut un lieu refuge dans l’Entre-deux-guerres pour nombre d’artistes renommés du XXe siècle. Elle y fait la rencontre de Marc Chagall, Diego Giacometti, puis plus tard, se lie d’amitié avec Eduardo Arroyo, Martial Raysse, Mark Brusse, Micheal Farrell, Jean-Paul Chambas, Lucio Fanti, Ernest Pignon-Ernest, Vito Tongiani, Klaus Michael Grüber, André Barelier, Miklos Bokor, Fabio Rieti, Titina Maselli et Reinaldo De Santis.
Elle vit et travaille à Ivry-sur-Seine.

## Carrière artistique
Dans les années 1980, après plusieurs expositions en France et à l’étranger, Sophie Bernard intègre la galerie Isy Brachot durant quelques années. Elle est alors remarquée par Anne Tronche, Olivier Kaeppelin et Michel Troche qui lui conseillent de se présenter à la Villa Médicis hors les murs.
En 1982, elle est reçue par Daniel Arasse à l’Institut français de Florence, qui lui conseille de se présenter à diverses bourses pour travailler en Italie. Son ami Martial Raysse lui remet des lettres de recommandations dans le but d’obtenir une bourse en Italie.
À deux reprises, le Fonds national d'art contemporain fait l’achat de toiles de l’artiste en 1981 et 1983,.
En 1985, La Fondation Camille lui achète une des toiles de sa série La Mort de Socrate, reconnue comme femme artiste internationale. En 2010, cette œuvre est donnée au musée national d'Art moderne à Paris par la Fondation Camille.
En 1987, le musée d'Art moderne de Paris lui achète également une toile de la série La Mort de Socrate.
Le 7 décembre 1988, elle obtient le prix du Conseil international des femmes juives, décerné par Stella Rozan.
Dans les années 1990, Sophie Bernard intègre la galerie Guy Crété, rue Vieille-du-Temple à Paris. En 1992, Ces choses et bien d’autres, série de scénographies, sont exposées à la galerie Guy Crété, autour du nombre d'or.
En 1991, Le président de la République, François Mitterrand fait l’acquisition de sa scénographie Firenze.
En 1995, elle produit une série de scénographies sur l’optique dans la mythologie grecque Emphasis Eidolon - De l’apparence, du visible, aidée par Jean-Pierre Vernant et Françoise Frontisi-Ducroux, du Collège de France. Elle est exposée à la galerie Guy Crété.
Certains de ses travaux sont repris pour des mises en scène de théâtre. La plupart de ses œuvres seront présentées dans des galeries et intégreront des collections privées ou des musées (musée d'Art moderne de Paris, musée départemental d'Art ancien et contemporain d'Épinal, musée national d'Art moderne, Fonds national d'art contemporain, palais de l'Élysée, Fondation Camille).
Ses recherches artistiques et son intérêt pour l’histoire de l’art, en particulier pour la Renaissance italienne, la conduisent en 2011 à résider à Venise, où elle réalise Tintoretto messo in scena, une installation inspirée du Tintoret, dont la musique est composée par Steve Shehan. Le Guardian Grande Franco Posocco de la Scuola Grande de San Rocco de Venise la fera exposer à la Scuola Grande di San Teodoro.
En 2014, elle s’installe  à Florence où elle crée une œuvre intitulée Terza Rima, inspirée de l’Enfer de Dante, qu’elle expose à Venise en 2015.
De retour en France, c’est en hommage aux naufragés et à Géricault qu’elle crée une série de grandes toiles Migrations en 2019.

## Engagements

### Politique
Sophie Bernard est une artiste engagée et impliquée notamment dans la politique. Elle a été active au Parti socialiste pendant une vingtaine d'années. En 2019, elle a organisé l’exposition Migrations dont elle était commissaire d'exposition au siège du Parti socialiste à Ivry-sur-Seine. Nisa Chevènement, Hélène Hourmat, Jean-Luc Bertini et Ari Rossner y sont exposés avec Sophie Bernard. Rosi Huhn, historienne de l’art et critique d’art, écrit à propos de l’exposition : « Il y a un engagement éthique et esthétique : les artistes, à travers leurs œuvres — que ce soit la peinture, la sculpture, les photos ou les dessins prennent position pour un art responsable et vaillant envers la société. […] Sophie Bernard propose comme lieu symbolique une “Agora”, où artistes, œuvres et public peuvent s'échanger, dialoguer, se distinguer ou complémenter. Le sujet de l'Agora prend tout son sens aussi dans un lieu où débats politiques et sociaux se forgent. ».

### Migrations et immigrations
Les œuvres Naufrage et Odyssées que Sophie Bernard expose en 2019 à Ivry-sur-Seine attirent l'attention sur la situation alarmante des migrants. « Avec Naufrage et Odyssées, Sophie Bernard cherche à nous alerter d'un état d'urgence, qu'il s'agisse de l'exil, de l'isolement, de la pauvreté, ou encore de la migration. Châssis, radeau, échelle et nombre d'or y sont brisés, l'eau et la peinture jaillissent autour des noyés et ce qu'il en reste, des corps en morceaux », écrit Rosi Huhn.

### Holocauste
Les peuples opprimés et les génocides sont des thèmes récurrents dans ses œuvres « La survivance et la migration des gens et des images, sont le sujet de prédilection de l'artiste pour laquelle l'holocauste reste un cauchemar et un drame de l'humanité que seule sa main peignant et dessinant peut affronter », écrit Rosi Huhn.
À travers la série d'œuvres Pithos (1998), elle exprime également l’expérience post-traumatique de l’antisémitisme et de l’holocauste, sa mère et son père ayant été déportés dans le camp de concentration de Drancy sous l’occupation allemande. Dans ces dessins, les pithos sont pleins de larmes et de souffrance, corps symboliques d’une mémoire et d’une histoire personnelle et collective.

## Thématiques
Le travail de Sophie Bernard s’inscrit dans une recherche constante : celle de l’image et de son double.
Puisant dans une culture classique, elle convoque ces figures d’un autre temps pour en faire une mémoire au présent.
Parmi les thèmes de prédilection de l'artiste on peut citer, de façon non-exhaustive, le blanc, l'histoire de l'art, la mémoire, les jeux de miroir, les mythes grecs.

### Le blanc
Le blanc de la toile ou du papier devient inachèvement indispensable au regard et à l’imagination du spectateur.
Anne Tronche écrit, en 1983 « […] Cherchant dans le blanc de la toile à faire naître un monde d'êtres, exilés dans l'espace de la peinture, elle a peu à peu dépeuplé ses compositions de tous les détails capables de le priver de cet état d'alarme recherché. En liant l'apparition de ses personnages à l'effacement de tout ce qui leur est étranger, elle a donné forme à des corps aux aguets, à des corps captifs, rivés à leur condition d'images. […] Cernées par des réserves de blanc, les formes occupent partiellement les toiles… […] Dans ce dénuement, nulle scène n'est vraiment décrite, nul sens n'est clairement posé. Seule demeure une violente tension. »

### L'histoire de l’art
L’histoire de l’art est une inspiration et une matière constante dans le travail de Sophie Bernard.
« Sophie Bernard utilise l'histoire de l'art comme matière narrative : elle mêle des bribes célèbres de Velasquez, de Rembrandt ou de Murillo à travers les déchirures peintes d'une composition inspirée du collage », écrit Éducation hebdo en 1983[source insuffisante].
Par la mémoire et la culture classique, Sophie Bernard puise une source inépuisable de sens et de symboles amenant le regard vers une réflexion sur le temps, guidée par la lumière. On retrouve cela dans la série de scénographies Ces « choses » et bien d'autres de 1992 à la galerie Guy Crété. « Ces « choses » sont toutes, à nos yeux, chargées de valeurs symboliques. La Méduse, les fragments de sculptures, les colonnes avec leurs chapiteaux raniment la mémoire que nous avons de notre culture classique… L’œuvre de Sophie Bernard est une mémoire au présent », écrit Marc Le Bot en préface du catalogue de l'exposition.

### Les mythes grecs
Françoise Frontisi-Ducroux, sous-directrice au Collège de France et membre du Centre Louis Gernet écrit dans le catalogue de l'exposition de Sophie Bernard, Emphasis Eidolon, de l'apparence du visible, en 1995 : « Le jeu n’est pas plus gratuit que ne l’étaient les mythes grecs convoqués par Sophie Bernard. Son œuvre nous fait participer à une exploration, en termes plastiques et optiques, des conditions de l’image, indissociable du regard. Pensée en termes grecs, l’image que l’on perçoit se forme par emphasis, par apparition sur une surface réfléchissante, dans un milieu transparent ou sur la pupille, miroir logé au creux de l’œil. »
Emphasis Eidolon, de l'apparence du visible est une série de scénographies ayant pour matériaux des sculptures en terre cuite patinée, bronze, laiton, cuivre, plomb, verre optique, plexiglas, marbre et bois, « richesse qui permet d'exploiter d'une façon illimitée les différentes manières d'explorer le voir et l'être vu, comme le faisaient les Grecs dans l'Antiquité. Cette archéologie du regard, grâce aux surfaces réfringeantes [sic] et aux verres optiques, me permet de jouer sur la notion de recto et de verso […] Les miroirs, surfaces réfringeantes [sic] concernant la vision, étaient les instruments intellectuels des Grecs dans l'Antiquité, pour développer la vision. Mes références, empruntées aux études de Ptolémée, d'Euclide à travers le livre Le Regard, l'Être et l'Apparence dans l'optique de l'Antiquité, de Gérard Simon, les livres de Jean Pierre Vernant et de Françoise Frontisi Ducroux » écrit Sophie Bernard dans Monologue sur une création en 1995.

## Autres activités

### Théâtre et cinéma
En 1968, Sophie Bernard conçoit et réalise des décors et des costumes de La vie est un songe de Caldéron, pour le théâtre antique d'Arles.
En 1972, elle crée et réalise des accessoires pour Salomon le Magnifique, au Festival d'Avignon. La même année, elle est l'assistante de Tristan Fabris pour réalisation des peintures murales du décor Addio Garibaldi au théâtre national de l'Opéra-Comique à Paris.
En 1973, elle reproduit des fresques avec Tristan Fabris et signe un contrat à la télévision française comme ensemblier-décorateur pour le film Les Rosenberg ne doivent pas mourir de Stellio Lorenzi.

### Enseignement
Sophie Bernard enseigne dans plusieurs écoles, notamment à l’Institut professionnel des métiers de la décoration à Paris où elle est responsable pédagogique du département dessin et enseignante de 1992 à 1995. De 1980 à 1990, elle anime aussi des ateliers d’expression et de fresques murales pour des enfants d’écoles maternelles.

### Art thérapie et ateliers d’expression
Sophie Bernard a collaboré plusieurs fois dans des projets artistiques. En 1991, elle anime, notamment avec le service socio-éducatif de la Maison d’arrêt de Rochefort et le Service culturel de la Ville de La Rochelle, un atelier d’expression et d’insertion pour des publics en grande difficulté à travers la réalisation d’une peinture murale sur bâche sur le thème de la liberté.
En 2004, avec Anne Hidalgo, elle propose à des jeunes de quartiers défavorisés de confectionner un cerf-volant géant pour l’édition annuelle de Nuit blanche à l’occasion de l’inauguration des grands travaux du tramway parisien.

## Expositions et installations
- 1968 :
  - Création et réalisation des décors et des costumes de La vie est un songe de Caldéron, théâtre antique d'Arles.
- 1970 : 
  - Exposition collective, « Beaux-Arts », Orly.
- 1972 : 
  - Exposition personnelle, galerie Romanet, Paris ;
  - Création et réalisation des accessoires pour Salomon Le Magnifique, Festival d’Avignon ;
  - Assistante de Tristan Fabris pour la réalisation des peintures murales du décor pour Addio Garibaldi, Opéra-Comique, Paris.
- 1973 :
  - Exposition personnelle, théâtre Jean Vilar[Où ?] ;
  - Reproduction de fresques, avec Tristan Fabris[Où ?] ;
  - Contrat d’ensemblier-décorateur à la télévision française pour le film de Stellio Lorenzi, Les Rosenberg ne doivent pas mourir.
- 1974 : 
  - Exposition personnelle, galerie Hof Ter Linde, Belgique ;
  - Exposition collective, Tower Gallery, New York.
- 1976 : 
  - Exposition personnelle, galerie Plan, Belgique.
- 1978 : 
  - Foire de Bâle.
- 1979 : 
  - Féminie Dialogue, UNESCO ;
  - Travaux sur papier, exposition de Dany Bloch, Maison de la culture, Villeparisis ;
  - Maison de la culture, Nevers.
- 1980 : 
  - Salon d’art contemporain, Montrouge ;
  - Maison de la culture, Grenoble.
- 1981 :
  - Salon d’art contemporain, Montrouge ;
  - Achat de toiles par le Fonds national d’art contemporain : Sans titre, 1981, huile, acrylique et mine de plomb sur toile, 89 × 116 cm.
- 1982 : 
  - FIAC Paris : galerie Isy Brachot ;
  - Salon d’art contemporain, Montrouge ;
  - Bourse de la galerie Yoshii pour un séjour au Centre de la Kiyoharu Art Clony, Japon / Les artistes de la ruche
- 1983 : 
  - Galerie Yoshii, Tokyo ;
  - Pari 83, galerie Isy Brachot, Paris ;
  - Salon d’art contemporain, Montrouge ;
  - Achat de toiles par le Fonds national d’art contemporain : Pour les Ladres, 1982, huile sur toile, 97 × 130 cm.
  - L’Art de la Table, Centre culturel, Tarbes.
- 1984 :
  - Salon Figuration critique, Grand Palais ;
  - Salon d’art contemporain, Montrouge ;
  - Figure-Figure, gare de l’Est, Paris.
- 1985 :
  - Mot-féminin-pluriel, Centre culturel des hauts de Belleville ;
  - Victor Hugo, carte blanche à 28 artistes, Centre culturel, Montrouge.
- 1986 :
  - Peuple & Culture, 5 Artistes, municipalité de Tulles ;
  - Salon d’art contemporain, Montrouge ;
  - Achat de toile, Fondation Camille et expositions : Trianon de Bagatelle, Banque Sofinco, musée de Cologne, musée de Poitiers ;
  - Les figurations de 1960 à nos jours : Châteauroux, Montpellier, Dunkerque ;
  - Centre culturel yougoslave.
- 1987 :
  - Achat de toiles, La Mort de Socrate, Criton, musée d'Art moderne de Paris ;
  - Musée de la Femme, Danemark.
- 1988 :
  - Prix du Conseil international des femmes juives ;
  - Commande de la Ville de Paris pour des murs peints[Où ?].
- 1989 :
  - Fondation Camille, Évry ;
  - Bleu, Blanc Rouge, hôtel de ville d’Annemasse.
- 1991 :
  - Achat d’œuvre par le président de la République, François Mitterrand. Commande du secrétariat d’État à la ville et à l’aménagement du territoire.
- 1992 :
  - Exposition personnelle, Ces choses et bien d’autres…, galerie Guy Crété, Paris.
- 1993 :
  - Signatures de femmes, exposition de la Fondation Camille, mairie de Lisieux.
- 1995 :
  - Exposition personnelle Emphasis Eidolon, de l’apparence du visible, galerie Guy Crété, Paris.
- 1997 :
  - Exposition personnelle, Évolution 1980-1997, Grand Orient de France, hôtel Cadet ;
  - Exposition Fondation Camille, musée départemental d'Art ancien et contemporain, Épinal.
- 1998 :
  - Exposition personnelle, Pithos, La boîte de Pandore, galerie Florence Touber, Paris ;
  - Exposition ACI, Sens, Tonnerre, Avalon, château du Tremblay, Pontigny ;
  - Exposition Fondation Camille, musée départemental d'Art ancien et contemporain, Épinal ;
  - Exposition personnelle, mairie de Verneuil-sur-Seine.
- 1999 :
  - Signatures de femmes, Fondation Camille, musée départemental d'Art ancien et contemporain, Épinal.
- 2002 :
  - Fondation Camille, mairie de Paris.
- 2003 :
  - Musée du Montparnasse avec les artistes de La Ruche.
- 2009 :
  - VICE VERSA, Maison de la culture, Bourget.
- 2010 :
  - Donation par la Fondation Camille au musée national d'Art moderne à Paris de l’œuvre La Mort de Socrate, 130 × 324 cm ;
  - Galerie Véronique Tabaka, espace Peugeot.
- 2011 :
  - Exposition personnelle, hôtel Bastille, galerie Véronique Tabaka.
- 2012 :
  - Tintoretto messo in scena, installation, Scuola San Teodoro, Venise.
- 2013 :
  - Terza Rima, exposition, Alliance française, Venise.
- 2016 :
  - Hommage à Anne Franck, installation aux portes ouvertes d’Ivry-sur-Seine.
- 2019 :
  - Migrations, siège du Parti socialiste à Ivry-sur-Seine.